# Poundal
Das poundal, kurz pdl, ist eine nicht SI-konforme Einheit der Kraft. Es ist ein Teil des absoluten foot-pound-second angloamerikanischen Maßsystems, eines kohärenten Untersystems der englischen Einheiten, das im Jahre 1879 eingeführt wurde.
Es ist definiert als 1 pdl. = 1 lb·ft·s−2. 
Somit gilt für die Umrechnung in das SI: 1 pdl. = 0,138 254 954 376 N.